# Saint-Ouen-la-Thène
Saint-Ouen és un municipi francès situat al departament del Charente Marítim i a la regió de la Nova Aquitània. L'any 2007 tenia 137 habitants.

## Demografia

### Població
El 2007 la població de fet de Saint-Ouen era de 137 persones. Hi havia 59 famílies de les quals 17 eren unipersonals (4 homes vivint sols i 13 dones vivint soles), 21 parelles sense fills, 17 parelles amb fills i 4 famílies monoparentals amb fills.
La població ha evolucionat segons el següent gràfic:
Habitants censats

### Habitatges
El 2007 hi havia 80 habitatges, 63 eren l'habitatge principal de la família, 12 eren segones residències i 5 estaven desocupats. 78 eren cases i 3 eren apartaments. Dels 63 habitatges principals, 52 estaven ocupats pels seus propietaris, 9 estaven llogats i ocupats pels llogaters i 2 estaven cedits a títol gratuït; 1 tenia dues cambres, 11 en tenien tres, 14 en tenien quatre i 38 en tenien cinc o més. 56 habitatges disposaven pel capbaix d'una plaça de pàrquing. A 34 habitatges hi havia un automòbil i a 22 n'hi havia dos o més.

### Piràmide de població
La piràmide de població per edats i sexe el 2009 era:
| Homes | Edats   | Dones |
| ----- | ------- | ----- |
| 0     | 95 o +  | 0     |
| 0     | 90 a 94 | 0     |
| 0     | 85 a 89 | 4     |
| 0     | 80 a 84 | 0     |
| 8     | 75 a 79 | 4     |
| 0     | 70 a 74 | 4     |
| 8     | 65 a 69 | 4     |
| 8     | 60 a 64 | 12    |
| 4     | 55 a 59 | 4     |
| 0     | 50 a 54 | 0     |
| 4     | 45 a 49 | 4     |
| 4     | 40 a 44 | 4     |
| 0     | 35 a 39 | 8     |
| 8     | 30 a 34 | 0     |
| 8     | 25 a 29 | 0     |
| 0     | 20 a 24 | 8     |
| 4     | 15 a 19 | 4     |
| 0     | 10 a 14 | 8     |
| 4     | 5 a 9   | 4     |
| 12    | 0 a 4   | 4     |

## Economia
El 2007 la població en edat de treballar era de 66 persones, 54 eren actives i 12 eren inactives. De les 54 persones actives 50 estaven ocupades (28 homes i 22 dones) i 4 estaven aturades (4 dones i 4 dones). De les 12 persones inactives 8 estaven jubilades i 4 estaven classificades com a «altres inactius».

### Ingressos
El 2009 a Saint-Ouen hi havia 59 unitats fiscals que integraven 131 persones, la mediana anual d'ingressos fiscals per persona era de 15.376 €.

### Activitats econòmiques
Dels 7 establiments que hi havia el 2007, 1 era d'una empresa de construcció, 3 d'empreses de comerç i reparació d'automòbils, 1 d'una empresa d'hostatgeria i restauració i 2 d'empreses de serveis.
L'únic servei als particulars que hi havia el 2009 era un restaurant.
L'any 2000 a Saint-Ouen hi havia 12 explotacions agrícoles que ocupaven un total de 413 hectàrees.

## Poblacions més properes
El següent diagrama mostra les poblacions més properes.